# Anieș, Bistrița-Năsăud
Anieș este un sat în comuna Maieru din județul Bistrița-Năsăud, Transilvania, România.

## Istoric
Sat atestat documentar la 1450; a jucat un rol important în apărarea Rodnei. 

## Date geografice

### Așezare
Sat situat la 7 km de Sângeorz-Băi, în apropierea confluenței Anieșului cu Someșul Mare. Satul Anieș este situat într-o depresiune intramontană care îi poartă numele, unde masele de aer vestice au influență mai mare, ele înaintând pe culoarul de vale al Someșului Mare, influențând regiunea din punct de vedere climatic. Acest spațiu geografic se desfășoară între coordonatele 24° 49‘ longitudine estică, în est. Pe latitudine, spațiul are o extindere mai mare și anume între coordonatele 47° 37‘ latitudine nordică în nord, 47° 25‘ latitudine sudică în sud, acesta fiind punctul de confluență a văii Anieș cu Someșul Mare, pe raza localității Anieș la o altitudine de 498 m.

### Bazinul Anieș
Bazinul Anieș este încadrat în zona bazinului de drenaj ce îndeplinește rolul de recipient al materiei și energiei care intră în sistemul fluviatil și creează un relief cu pante accentuate și mereu tânăr. Limitele acestui bazin sunt foarte importante, deoarece în funcție de acesta se pot stabili atât intrările cât și ieșirile în unitate. Bazinul Anieș are stabilite trei limite:una vestica și una estica care se deprind din creasta principală a munțiilor Rodnei, iar cea de-a treia limită este cea nordică. Aceasta se desfășoară pe creasta interfluviului.

### Evoluția paleogeografică
Evoluția paleogeografică a bazinului hidrografic Anieș este foarte strâns legată de evoluția paleografică a masivului Rodnei și evoluția cursului superior al Someșului Mare. Acești munți ai Rodnei sunt considerați unii din cei mai reprezentativi munți din Carpații Orientali, datorită caracteristicilor lor din punct de vedere litologic, evolutiv, altimetric etc.
Rocile cele mai răspândite , care de altfel constituie și nucleul masivului sunt șisturile cristaline de epizona care sunt orientate pe direcția NV-SE, puternic faliate atât în nord (Falia Dragoș-Vodă), cât și în sud(Falia Rodnei). Partea sudică a masivului care se suprapune și cursului inferior al văii Anieș este acoperită transgresiv cu formațiuni terțiare alcătuite în mare parte din gresii, marne, calcare și conglomerate. Masa principală de roci în care este sculptată această vale o constituie șisturile cristaline, rocile sedimentare care au o răspândire mai mare decât în cursul inferior, iar cele eruptive apar doar izolat și dețin un mic procent.

### Premise meteo-climatice
Valea Anieșului are caracterul de climat continental moderat supus influențelor nord-atlantice care se manifestă pe întreaga suprafața a văii. În microdepresiunile și culuoarele depresionare se introduc anomalii termice pe fondul inversiunilor de temperatură, cum este cazul localității Anieș. De asemenea, spațiul montan și expoziția sa față de direcția dominant vestică de deplasare a maselor de aer vestice umede prezintă valori diferențiale ale temperaturii medii anuale a aerului, mai scăzute cu 1°C pe versantul nordic față de cel sudic.
Procentual, ponderea precipitațiilor atmosferice este superioară temperaturilor și vânturilor în ceea ce privește procentul de descompunere a rocilor, de degradare în masă și de eroziune. Astfel, ploile și zăpezile se evidențiază ca fiind cele mai semnificative din punct de vedere cantitativ și calitativ. În modelarea reliefului și degradarea terenurilor nu numai faptul că plouă este important, ci și felul în care plouă. În funcție de intensitatea și durata lor se deosebesc ploi repezi și ploi lente, respectiv ploi scurte și ploi îndelungate. În urma acestor ploi este transportată o mare cantitate de sedimente care determină umflarea albiei râului Anieș, cu efecte negative asupra comunității umane.
Zăpada are un rol deosebit de important în declașarea porniturilor. La fel ca și în cazul ploilor, nu contează numai prezența, ci și alte elemente precum durata, grosimea, ritmul topirii ei, condițiile în care se găsește solul(înghețat, dezghețat, înghețat numai la suprafață)etc.

### Premise hidrologice
Poziția geografică a bazinului Anieș în cadrul munților Rodnei reprezintă un factor important în determinarea configurației hidrografice și a valorii principalilor parametrii hidrografici. Alți factori care infulențează și determină configurația acestei rețele din punct de vedere hidrologic sunt precipitațiile abundente care pot să fie sub formă lichidă sau solidă și stratul de zăpadă care au un efect primordial primăvara atunci când debitul este ridicat.

### Concluzii
Spațiul geografic din cadrul bazinului hidrografic Anieș, ca parte integrantă a Grupei Nordice a Carpațiilor Orientali se suprapune peste zona de contact geografic și morfologic al cristalinului Munțiilor Rodnei. Ca rețea hidrografică principală, Anieșul este o vale de tip epigenetic care s-a derulat simultan, adâncindu-se continuu în șisturile cristaline și sedimentare, odată cu formarea masivului Rodnei și instalarea rețelei hidrografice a Someșului Mare. Forma văii este aproape triunghiulară, valea este bine fragmentată, cu o densitate de văi, ceea ce duce la un debit bogat. Totodată alături de clima răcoroasă, este permisă dezvoltarea vegetației de conifere cu rezultate bune. În aceste păduri există o faună bogată pentru vânătoare, iar în apă resurse însemnate de pescuit.

## Obiective turistice
- Încă din secolul al XVIII-lea, Anieșul este cunoscut ca o stațiune balneo-climaterică, datorită izvoarelor sale minerale.
- Rezervația naturală “Izvoarele Mihăiesei” (50 ha).